# Dvoranci
Dvoranci su naseljeno mjesto u Republici Hrvatskoj u Zagrebačkoj županiji. 

## Zemljopis
Administrativno su u sastavu općine Pisarovina. Naselje se proteže na površini od 9,34 km².

## Stanovništvo
Prema popisu stanovništva iz 2001. godine u Dvorancima živi 177 stanovnika i to u 58 kućanstava. Gustoća naseljenosti iznosi 18,95 st./km².
| broj stanovnika | 404   | 444   | 424   | 485   | 430   | 427   | 395   | 422   | 395   | 375   | 357   | 281   | 248   | 222   | 177   | 178   | 174   |
|                 | 1857. | 1869. | 1880. | 1890. | 1900. | 1910. | 1921. | 1931. | 1948. | 1953. | 1961. | 1971. | 1981. | 1991. | 2001. | 2011. | 2021. |

## Znamenitosti
- Crkva Presvetog Trojstva, zaštićeno kulturno dobro